# P. Dorigny
 (novembre 2024).
P. Dorigny est un constructeur automobile français.

## Production

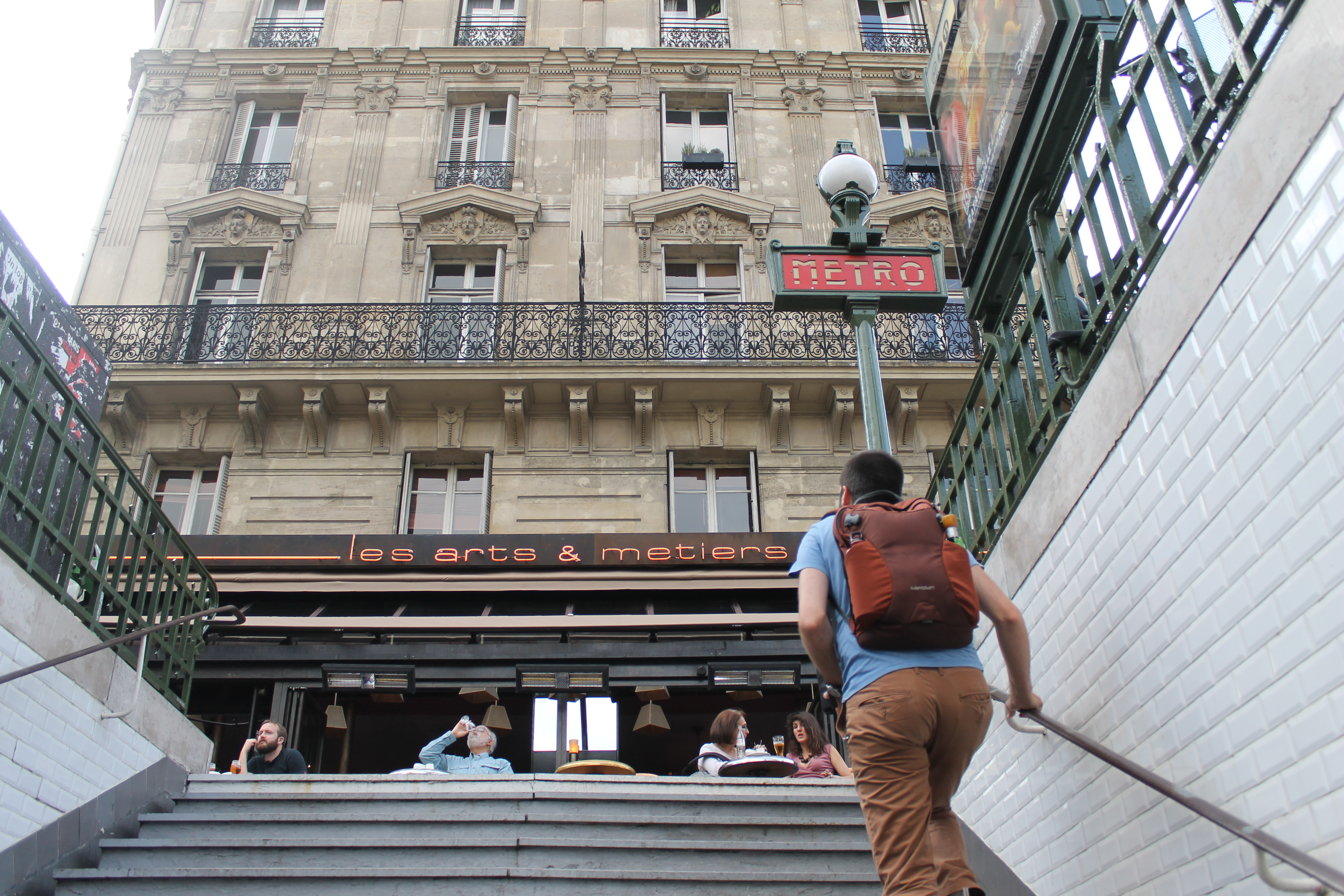
51 Rue de Turbigo, 75003 Paris.

L’entreprise parisienne a commencé à construire un tricycle biplace en 1897 / 1898. L’objectif était de commercialiser le véhicule à propulsion arrière. On ne sait pas si plus que le prototype a été produit. On ne sait pas non plus quand l’entreprise a été fermée. L’atelier était situé au 51 Rue de Turbigo, qui abrite aujourd’hui le Café des Arts et Métiers. 
L’autre adresse de Dorigny est le 28 Rue Le Sueur.